# Hvidovre Sogn
Hvidovre Sogn 

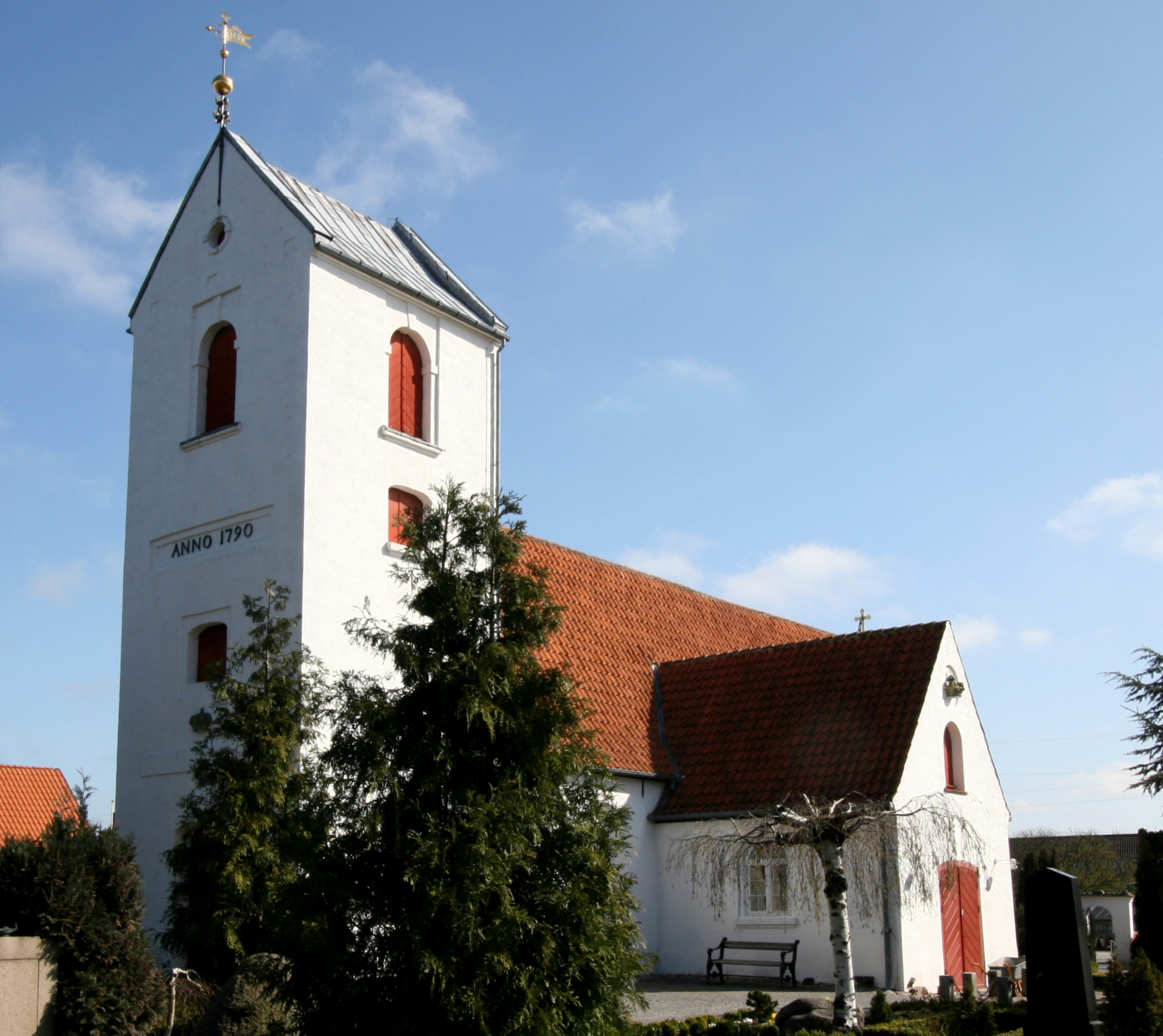
Hvidovre Kirke

ist eine Kirchspielsgemeinde (dän.: Sogn)
in Hvidovre, einem Vorort der dänischen Hauptstadt Kopenhagen (dän.:  København).
Bis 1970 gehörte sie zur Harde Sokkelund Herred im damaligen Københavns Amt, danach zur Hvidovre Kommune im verkleinerten Københavns Amt, die im Zuge der  Kommunalreform zum 1. Januar 2007 Teil der Region Hovedstaden geworden ist.
Von den 53.414 Einwohnern von Hvidovre leben 10.500 im gleichnamigen Kirchspiel (Stand: 1. Januar 2023). Im Kirchspiel liegen die Kirchen „Hvidovre Kirke“ und im Hvidovre Hospital „Maria Magdalene Kirken“.
Nachbargemeinden sind im Süden Risbjerg Sogn und im Südwesten Avedøre Sogn, ferner in der westlich benachbarten Brøndby Kommune Brøndbyøster Sogn, in der nördlich benachbarten Rødovre Kommune Hendriksholm Sogn und in der östlich benachbarten København Kommune im Nordosten Aalholm Sogn und im Osten Vigerslev Sogn.